# Hadrodactylus vulneratus
Hadrodactylus vulneratus là một loài tò vò trong họ Ichneumonidae.